# Pierre Magnard
Pour les articles homonymes, voir Magnard.
Cet article possède un paronyme, voir Pierre Mignard (homonymie).
Pierre Magnard, né en 1927 à Casablanca, est un philosophe français.
Professeur à l'université de Poitiers de 1978 à 1988, il enseigne ensuite à l'université Paris-Sorbonne, dont il devient professeur émérite. Il est lauréat du grand prix de philosophie de l'Académie française en 2001.

## Biographie
Pierre Magnard, est né le 24 août 1927 à Casablanca (Maroc).
D'origine ardéchoise, il fait ses études à Paris en khâgne aux lycées Henri-IV et Louis-le-Grand, puis à la Sorbonne. Ses principaux professeurs sont Henri Gouhier, Ferdinand Alquié, Maurice Merleau-Ponty et Gaston Bachelard, Jean Beaufret et Henri Birault.
Certifié en 1956, agrégé de philosophie en 1957, il enseigne au lycée de Moulins où il succède à Pierre Bourdieu, puis en khâgne au Lycée Blaise Pascal de Clermont-Ferrand de 1961 à 1968. Maître-assistant de 1968 à 1978 à l’université de Dijon, il soutient en 1974 sa thèse de doctorat d’État Nature et Histoire dans l’apologétique de Pascal, ouvrage maintes fois réédité et devenu un classique.
Professeur à l’université de Poitiers en 1978, puis à l'université Paris-Sorbonne en 1988 dont il est aujourd'hui professeur émérite. Il a notamment contribué à faire connaître, après Ernst Cassirer et Jean-Claude Margolin, l'importance de l'œuvre du philosophe de la Renaissance Charles de Bovelles.
Pierre Magnard enseigna plus de cinquante ans, au cours desquels il encadra cent quatre vingts thèses. Il fut chargé de trois mandatures au Conseil national de l'université (CNU), présida le Comité national du Centre national de la recherche scientifique de 1985 à 1991, et fut chargé de mission auprès du ministère des Universités, ensemble qui fait de lui une importante figure du monde de l’enseignement et de la recherche,,.

### Vie privée
Pierre Magnard épouse Agnès Servonnat (1941-2014), jeune femme lyonnaise d'origine iséroise, et avec qui il a trois enfants.

## Œuvres
- Nature et Histoire dans l’apologétique de Pascal, Paris, Belles Lettres, 1975[9],[10].

- Prix Victor-Delbos 1976 de l'Académie des sciences morales et politiques
- Pascal. La clé du chiffre, Paris, Mame/Presses universitaires, 1990[12]. Rééd. en poche, Paris, La Table ronde, coll. « La Petite Vermillon », 2006, 2007.
- Le Dieu des philosophes, Paris, Mame/Presses universitaires, 1992[13]. Rééd. en poche, Paris, La Table ronde, coll. « La Petite Vermillon ». 2006, 2007.

- Prix Raymond-de-Boyer-de-Sainte-Suzanne 1993 de l’Académie française
- Prix Cardinal Mercier 1993 de l’Institut supérieur de philosophie (Université catholique de Louvain)
- Fureurs, Héroïsme et métamorphoses (coll.), Peteers, 2007.
- Marsile Ficin, les platonismes à la Renaissance, Paris, Vrin, 2001, 2007.
- Métaphysique de l’Esprit (coll.), Paris, Vrin, 1996, 2007.
- Nicolas de Cues : Trialogus de Possest, Paris, Vrin, 2007.
- Pourquoi la religion ?, Paris, Armand Colin, 2006[14], 2007.
- Questions à l’humanisme, Paris, PUF, 2000, 2007 ; Paris, Le Cerf, 2012.
- La demeure de l’être, étude et trad. du Livre des Causes, (collectif) Paris, Vrin, 1990, 2007.
- La dignité de l'homme, (collectif), Paris, Honoré Champion, 1995, 2007.
- L'homme délivré de son ombre, traduction du Livre du sage de Charles de Bovelles, Paris, Vrin, 1982. Nouvelle édition, avec une traduction entièrement refaite, en 2010.
- L'étoile matutine, traduction du Livre du néant de Charles de Bovelles, Paris, Vrin, 1983. Nouvelle édition, avec une traduction nouvelle, 2014.
- Soleil noir, traduction du Livre des opposés de Charles de Bovelles, Paris, Vrin, 1984.
- Montaigne (dir.), Les Cahiers d'Histoire de la Philosophie, Paris, Le Cerf, 2010.
- Nicolas de Cues, Dialogue à trois sur le pouvoir-est (Trialogus de possest), Introduction, traduction et notes (coll.), Paris, Vrin, 2006.
- Nicolas de Cues, La docte ignorance, introduction, traduction et notes, Paris, Flammarion, 2013, coll. GF.
- Avec Éric Fiat, La couleur du matin profond, Les Petits Platons, 2013, autobiographie intellectuelle.  (ISBN 978-2-36165-041-4)
- Avec Jean-Baptiste Echivard et Henri Hude Philosophe au seuil d'une conversion : Bergson, Sipr, 2016.  (ISBN 979-10-93043-18-0)
- Chemin des Falcons Un lignage d'artisans sur la Cance 1351-1965 Annonay 2017.
- Sous la dir. de Pierre-Yves Rougeyron[15], Pourquoi combattre ?, Éditions Perspectives libres, Paris, janvier 2019,  (ISBN 979-10-90742-48-2).
- Entretiens radiophoniques avec Eric Rouyer, diffusés sur RCF Isère les 07/11/2019, 05/12/2019 et 09/01/2020, Le palais des dégustateurs[16].
- La Couleur du matin profond : dialogue avec Éric Fiat, Les Petits Platons, 2019.  (ISBN 978-2-36165-041-4)
- Penser c’est rendre grâce, Paris, Le Centurion, 2020, (ISBN 9791092801590)[17],[18],[19].